# جراب
جراب (بالإنجليزية: Grab)‏ هي شركة سنغافورية تقدم خدمات التوصيل من خلال موقعها الإلكتروني وتطبيقات الهواتف الجوّالة الذكية.يقع مقرها الرئيسي في سنغافورة.تعمل الشركة في سنغافورة،ماليزيا،كمبوديا،إندونيسيا،ميانمار،تايلاند،فيليبين،فيتنام واليابان.

## وصلات خارجية
- الموقع الرسمي